# 劉瑾 (山陽公)
劉瑾（3世纪—289年），西晋山陽公，汉献帝曾孙。
晋武帝太康六年（285年）九月丙子，其父劉康去世。劉瑾袭封山陽公，为魏晋第四代山陽公，承继汉朝的祭祀。其父在任五十一年，劉瑾仅在任四年，太康十年（289年）六月，劉瑾去世。其子劉秋嗣爵，永嘉元年（307年）五月，劉秋被汲桑所杀。